# Savva Jakovlevič Kuliš
Saava Jakovlevič Kuliš, in russo Савва Яковлевич Кулиш? (Odessa, 17 ottobre 1936 – Jaroslavl', 9 giugno 2001), è stato un regista sovietico.

## Filmografia parziale

### Regista
- Mёrtvyj sezon (1968)
- Vzlёt (1979)
- Skazki... skazki... skazki starogo Arbata (1982)
- Tragedija v stile rok (1988)